# Чон Ин Кьон (хокеїстка на траві)
Чон Ин Кьон (22 березня 1965) — південнокорейська хокеїстка на траві.
Срібна призерка Олімпійських Ігор 1988 року.
Переможниця Азійських ігор 1986 року.